# Jimmy Nhựt Hà
Jimmy Nhựt Hà (sinh ngày 25 tháng 09 năm 1993) – Tên thật: Hà Hoàng Thái Nhựt, còn được biết đến với cái tên Jimmy Thái Nhựt, là một nam MC kiêm ca sĩ trẻ người Việt nổi tiếng tại hải ngoại. Anh được xem như "người truyền lửa", là chiếc cầu nối hiếm hoi đưa thế hệ trẻ Việt Nam đến với nền văn nghệ trước năm 1975 . Jimmy Nhựt Hà đã sưu tầm được rất nhiều tư liệu quý về nền âm nhạc Việt Nam cũng như thực hiện các cuộc phỏng vấn "đắt giá" với nhiều nghệ sĩ tên tuổi hàng đầu tại hải ngoại như Lệ Thu, Trang Thanh Lan, nhạc sĩ Lam Phương, Tuấn Châu, Thanh Tuyền, Phương Hồng Quế, Chế Linh....

## Tiểu sử
Jimmy Nhựt Hà sinh ra và lớn lên tại tỉnh Bạc Liêu, Việt Nam. Anh sang Mỹ từ năm 18 tuổi. Trong thời gian đầu ở Mỹ, anh sinh sống tại Utah và bắt đầu đi hát ở nhà thờ. Hiện tại, Jimmy Nhựt Hà sống và làm việc chủ yếu ở Thành phố Stanton, California, Mỹ.
- 1993 - 2011: sinh sống và học tập tại Việt Nam.
- 2012 - 2016: sinh sống và học tập tại Utah, Mỹ.
- 2016 - 2017: chuyển đến California, khởi nghiệp làm MC tại Little Saigon và làm ca sĩ tại Hội Quán Lạc Cầm.
- 2017 - nay:
  - Làm việc chính thức tại Đài truyền hình Saigon Broadcasting Television Network.
  - Làm việc tại Đài truyền hình SET TV - Saigon Entertainment Television.
  - Thành lập show truyền hình riêng mang tên The Jimmy Show được phát sóng trên SET TV và SBTN.
- 2020 – nay: thành lập kênh YouTube The Jimmy TV, phát sóng các chương trình phỏng vấn nghệ sĩ hàng đầu hải ngoại.

## Sự nghiệp
Jimmy Nhựt Hà sinh ra trong gia đình không có bất kỳ ai theo con đường ca hát chuyên nghiệp, nhưng ngay từ khi còn nhỏ Jimmy Nhựt Hà đã biết đến những ca khúc nhạc vàng trước năm 1975 qua thế hệ ông bà, cha mẹ. Mẹ của Jimmy đã ru anh bằng những bài hát như Chuyện Một Chiếc Cầu Đã Gãy, Chuyện Một Đêm... để lại cho Jimmy những ấn tượng không thể quên được.
Ngay từ bé, Jimmy Nhựt Hà đã có ước muốn được làm việc trong lĩnh vực truyền thông, có dịp được phỏng vấn những người ca nhạc sĩ mà đã từng ngưỡng mộ. Jimmy xem những chương trình Tác Giả Tác Phẩm của Trung Tâm Asia, hay Vinh Danh Tác Giả của Trung Tâm Thúy Nga với một niềm say mê và anh nhớ rất lâu chi tiết về cuộc đời của những nghệ sĩ.
Jimmy Nhựt Hà sang Mỹ từ năm 18 tuổi. Ban đầu, anh sinh sống tại Utah, nơi mà cộng đồng Việt Nam rất nhỏ. Tại đây, anh bắt đầu đi hát ở nhà thờ. Sau đó anh được mời làm việc tại vũ trường Thảo My. Từ đây, anh được mời đi hát ở một số nơi.
Tháng 8 năm 2016, anh chuyển đến California vì thấy rằng môi trường âm nhạc ở đây lớn hơn. Anh bắt đầu khởi nghiệp làm MC tại Little Saigon, đồng thời làm ca sĩ tại Hội Quán Lạc Cầm. Nửa năm sau đó, anh được nhận vào làm việc tại SBTN, trong thời gian anh còn làm MC cho gameshow Hốt hụi.
Và rồi ước mơ của Jimmy Nhựt Hà đã trở thành hiện thực khi anh được làm việc cho SET TV. Vào năm 2017, khi ban giám đốc đề nghị làm một show truyền hình cho riêng mình, Jimmy Nhựt Hà đã đề nghị The Jimmy Show, với chủ đề là phỏng vấn các nghệ sĩ trước 1975, hoặc những nghệ sĩ nổi bật tại hải ngoại sau 1975. Giám đốc SET TV Lê Khoa nói với anh rằng đề tài này trước đây đã có nhiều người làm rồi, Jimmy phải có ý tưởng mới lạ thì mới thành công được. Tuy vậy, anh tự tin là mình có thể làm được. Tập đầu tiên của chương trình lên sóng với khách mời là nữ ca sĩ Lệ Thu. Nhiều nghệ sĩ tên tuổi khác cũng đã từng xuất hiện trong chương trình như: Kim Tước, Khánh Ly, Ngọc Đan Thanh, Thanh Tuyền, Thanh Mai, Mai Hương, Lệ Thu, Ngọc Minh, Nguyên Khang, Diễm Liên, nghệ sĩ Văn Chung, Ngọc Đáng, ca nhạc sĩ Sỹ Đan, Quốc Sĩ của ban The Magic, nhạc sĩ Đỗ Kim Bảng, nghệ sĩ Kiều Chinh, nhạc sĩ Lam Phương,...
Hiện tại, Jimmy Nhựt Hà còn có chương trình Một giờ tin văn nghệ sau phần tin tức buổi chiều của đài SBTN và chương trình Thư viện âm nhạc của đài SET TV.

## Chương trình tiêu biểu
- The Jimmy Show (2017-2020): chương trình được chiếu trên đài SBTN và Đài SET TV với hàng trăm số đã phát sóng. Trong đó có các nghệ sĩ như danh ca Lệ Thu, nhạc sĩ Lam Phương, ca sĩ Y Phương, ca sĩ Chế Linh, ca sĩ Thanh Tuyền, ca sĩ Hoàng Oanh, ca sĩ Phương Hồng Quế, nghệ sĩ Phượng Mai, Trúc Hồ, Nam Lộc, Trịnh Hội, ca sĩ Nhật Hạ, ca sĩ Quốc Khanh, ca sĩ Hoàng Thục Linh, ca sĩ Diễm Liên, ca sĩ Thanh Lan, ca sĩ Kim Tước, ca sĩ Anh Khoa, ca sĩ Lynda Trang Đài, ca sĩ Elvis Phương, ca sĩ Sơn Tuyền, ca sĩ Mai Lệ Huyền, nghệ sĩ Diệp Lang, nhạc sĩ Lê Dinh, ca sĩ Hương Lan, ca sĩ Tuấn Ngọc, ca sĩ Giao Linh, ca sĩ Khánh Ly, ca sĩ Thanh Hà,.....[6]
- Bước Chân Dĩ Vãng (2020-2024): chương trình được SBTN tài trợ và phát sóng trên The Jimmy TV. Mỗi số có sự xuất hiện của các nghệ sĩ hàng đầu hải ngoại như Lệ Thu, Khánh Ly, Băng Châu, Thiên Trang, Thanh Lan, Phương Hồng Quế,....[7]
- Mẹ Vẫn Bên Ta (2021): chương trình được phát sóng trên The Jimmy TV với các nghệ sĩ Thanh Tuyền, Ngọc Minh, Thái Hiền, Diễm Liên, Mai Thiên Vân, Hồng Vân,...
- Chân Dung Nghệ Sĩ (2020-2023): chương trình được phát trên The Jimmy TV với nhiều nghệ sĩ như Ái Vân, Mai Thiên Vân, Chí Tài, Hà Trần, Giang Tử, Như Quỳnh, Quang Dũng,....
- Xuân Tin Yêu (2021): chương trình chào năm mới 2021 với sự xuất hiện của Giao Linh, Trang Mỹ Dung, Tuấn Vũ, Connie Kim, Hồng Vân, Mai Thiên Vân và nghệ sĩ Hồng Nga,...[8]
- Ước Nguyện Đầu Xuân (2022): chương trình chào năm mới 2022 với sự xuất hiện của Khánh Ly, Thanh Lan, Tuấn Vũ, Mai Thiên Vân....
- Xuân An Bình (2023): chương trình chào năm mới 2023 với sự xuất hiện của Khánh Ly, Thái Hiền, Mai Thiên Vân, Kim Loan,...
- Ngàn Năm Kim Cổ (2023-2024): chương trình với sự có mặt của nhiều nghệ sĩ cải lương như Lệ Thủy, Hùng Minh, Bo Bo Hoàng, Thanh Nguyệt, Quốc Nhĩ, Mộng Tuyền, Kiều Mai Lý....